# Wolf Creek
Série
Wolf Creek 2
(2013)
Pour plus de détails, voir Fiche technique et Distribution.
Wolf Creek ou Terreur à Wolf Creek au Québec est un film thriller-horreur australien inspiré de faits réels et réalisé par Greg McLean, sorti en 2005.

## Synopsis
Broome, Australie, 1999. Ben, un surfeur de Sydney, et deux jeunes anglaises, Liz et Kristy, se rendent en voiture dans le désert d'Australie pour admirer l'immense cratère Wolfe Creek, causé par une énorme météorite tombée plusieurs milliers d'années auparavant. Au moment de repartir, ils retrouvent leur voiture en panne. La nuit tombée, ils voient arriver un homme d'un certain âge au volant d'une dépanneuse, qui leur propose de remorquer leur automobile jusque chez lui, afin de remplacer la pièce en mauvais état. Mais une fois sur place, les trois jeunes se retrouvent prisonniers par cette inquiétante personne, qui est en réalité un meurtrier psychopathe et sadique. Liz et Kristy parviennent à prendre la fuite, mais cet étrange individu se lance tout de suite à leur recherche...

## Fiche technique
- Titre original et français : Wolf Creek
- Titre québécois : Terreur à Wolf Creek
- Réalisation : Greg McLean
- Scénario : Greg McLean
- Photographie : Will Gibson
- Musique : François Tétaz
- Production : Greg McLean
- Budget : 1 100 000 $[1]
- Genre : Thriller-Horreur
- Durée : 95 minutes
- Sortie :
  -  Australie : 3 novembre 2005
  -  France : 9 août 2006
- Classification : interdit aux moins de 16 ans avec avertissement.

## Distribution
- Nathan Phillips (VQ : Benoit Éthier) : Ben Mitchell
- Cassandra Magrath (VQ : Nadia Paradis) : Liz Hunter
- Kestie Morassi (VF : Céline Ronté ; VQ : Éveline Gélinas) : Kristy Earl
- John Jarratt (VQ : Mario Desmarais) : Mick Taylor

 Source et légende : version française (VF) sur RS Doublage et  Source et légende : version québécoise (VQ) sur Doublage.qc.ca

## Accueil
Le film a connu un certain succès commercial, rapportant environ 27 762 000 $ au box-office mondial, dont 16 188 000 $ en Amérique du Nord, pour un budget de 1 100 000 $. En France, il a réalisé 187 604 entrées.
Il a reçu un accueil critique mitigé, recueillant 53 % de critiques positives, avec une note moyenne de 5,6/10 et sur la base de 110 critiques collectées, sur le site agrégateur de critiques Rotten Tomatoes. Sur Metacritic, il obtient un score de 54/100 sur la base de 26 critiques collectées.

## Autour du film

### Faits réels
Wolf Creek est librement inspiré d'un fait réel, le rapt d'un couple de touristes, Peter Falconio et Joanne Lees, victimes d'un tueur qui avait proposé de dépanner leur véhicule, tombé en panne, alors qu'ils parcouraient le bush en touristes. Falconio a été abattu, tandis que Lees a réussi à s'échapper. Le tueur, Bradley John Murdoch, a été pris en chasse et arrêté, et fut jugé coupable du meurtre en 2005. Contrairement à ce que raconte le film, il n'y a qu'une seule victime connue, et l'homicide a eu lieu à 2 000 km de Wolf Creek.

### Suite et série télévisée
Le film a connu une suite en 2013 : Wolf Creek 2.
En 2016 est diffusée la série télévisée Wolf Creek.

### Festivals
En 2005, le film faisait partie de la sélection de la Quinzaine des réalisateurs, section parallèle du Festival de Cannes. Le long-métrage concourait également, en tant que premier film, à la Caméra d'or. Il a enfin été présenté lors du Festival de Sundance en 2005.